# Terese i kassan
Terese i kassan är en svensk komediserie skapad av Hampus Nessvold, Björn Edgren och Lars Wickström. Den första säsongen hade premiär på SVT Play den 30 oktober 2023. Serien är en spinoff från SVT-serien Trevlig helg.
En andra säsong hade premiär den 7 juni 2024, och en tredje säsong hade premiär den 9 januari 2025.

## Handling
Serien kretsar kring den socialt inkompetenta Terese som sitter i kassan på den fiktiva butiken Primi. För henne är de dagliga utmaningarna många – jobbiga kunder, långsamma pensionärer och så kampen mot antagonisten Lola. Terese får även konkurrens av snabbkassor och en ny kassörska i kassa 2, som visar sig vara synnerligen kompetent.

## Rollista (i urval)
- Hampus Nessvold – Terese
- Eric Stern – Pontus
- Emma Peters – Lola
- Julia Heveus – Maja
- Rojan Telo – Adem
- Anneli Martini – Anki
- Özz Nujen – Mats Bronander
- Anders Lundin – sig själv
- Mona Sahlin – sig själv
- Kristian Täljeblad – sig själv
- Claes Månsson – pensionärs-Lars
- Oscar Zia – sig själv[4]
- Martin Stenmarck – sig själv[4]
- Lucianoz – sig själv[4]
- Johan Glans[4]
- Eva Röse[4]
- Peter Dalle[4]
- Vanna Rosenberg[4]
- Peter Carlberg[4]
- Christian Wennberg[4]